# San Pier Niceto
San Pier Niceto ist eine Stadt der Metropolitanstadt Messina in der Region Sizilien in Italien mit 2588 Einwohnern (Stand 31. Dezember 2023).

## Lage und Daten
San Pier Niceto liegt 34 Kilometer westlich von Messina. Die Einwohner arbeiten hauptsächlich in der Landwirtschaft.
Die Nachbargemeinden sind: Condrò, Fiumedinisi, Gualtieri Sicaminò, Monforte San Giorgio, Pace del Mela und Santa Lucia del Mela.

## Geschichte
Das Gründungsdatum des Ortes ist unbekannt.

## Sehenswürdigkeiten
- Kirche San Pietro
- Kirche Santa Caterina